# Velika nagrada Generala Juana Peróna 1949 (december)
Velika nagrada Generala Juana Peróna 1949 je bila šestindvajseta in zadnja dirka za Veliko nagrado v sezoni 1949. Odvijala se je 18. decembra 1949 na dirkališču Palermo.

## Rezultati

### Finale
| Poz | Dirkač                  | Moštvo              | Dirkalnik         | Krogi | Čas/Odstop              | Št. m. |
| --- | ----------------------- | ------------------- | ----------------- | ----- | ----------------------- | ------ |
| 1   | Alberto Ascari          | Scuderia Ferrari    | Ferrari 166C      | 35    | 1:29:00.2               | 2      |
| 2   | Juan Manuel Fangio      | A.C.A.              | Ferrari 166C      | 35    | + 28.8 s                | 4      |
| 3   | Luigi Villoresi         | Scuderia Ferrari    | Ferrari 166C      | 35    | + 1:38.1                | 1      |
| 4   | Benedicto Campos        | A.C.A.              | Ferrari 166C      | 34    | +1 krog                 | 5      |
| 5   | Froilán González        | Privatnik           | Maserati 4CLT     | 34    | +1 krog                 | 13     |
| 6   | Princ Bira              | Enrico Platé        | Maserati 4CLT     | 34    | +1 krog                 | 12     |
| 7   | Emmanuel de Graffenried | Enrico Platé        | Maserati 4CLT     | 33    | +2 kroga                | 7      |
| 8   | Dorino Serafini         | Scuderia Ferrari    | Ferrari 125C      | 33    | +2 kroga                | 9      |
| 9   | Clemente Biondetti      | Luigi de Filippis   | Maserati 4CLT     | 33    | +2 kroga                | 16     |
| 10  | Peter Whitehead         | Privatnik           | Ferrari 125C      | 32    | +3 krogi                | 19     |
| 11  | Louis Chiron            | Helvetic            | Maserati 4CLT     | 31    | +4 krogi                | 10     |
| Ods | Philippe Etançelin      | Privatnik           | Talbot-Lago T26C  | 23    | Pritisk olja            | 6      |
| Ods | Louis Rosier            | Ecurie Rosier       | Talbot-Lago T26C  | 14    | Zavore                  | 8      |
| Ods | Felice Bonetto          | Scuderia Milano     | Milano            | 8     |                         | 17     |
| Ods | Clemar Bucci            | Privatnik           | Alfa Romeo 12C-37 |       |                         | 11     |
| Ods | Eitel Cantoni           | Privatnik           | Maserati 4CLT     |       |                         | 18     |
| Ods | Nino Farina             | Privatnik           | Maserati 4CLT     |       |                         | 3      |
| Ods | Oscar Gálvez            | Privatnik           | Alfa Romeo 308    |       |                         | 14     |
| Ods | Piero Carini            | Privatnik           | Maserati 4CLT     |       |                         | 15     |
| Ods | Piero Taruffi           | Privatnik           | Maserati 4CLT     |       |                         | 20     |
| Ods | Reg Parnell             | Scuderia Ambrosiana | Maserati 4CLT     |       | Pritisk olja            | 21     |
| DNS | Giovanni Bracco         | Privatnik           | Ferrari 166C      |       |                         |        |
| DNS | Manfred von Brauchitsch | Privatnik           | Maserati 8CL      |       | Nepripravljen dirkalnik |        |
| DNS | Pascual Puopolo         | San Isidoro         | Maserati 4CLT     |       |                         |        |
| DNS | Victorio Rosa           | Privatnik           | Maserati 4C       |       |                         |        |